# Михайловка (Ігринський район)
Миха́йловка (рос. Михайловка) — присілок в Ігринському районі Удмуртії, Росія.

## Населення
Населення — 81 особа (2010; 98 в 2002).
Національний склад станом на 2002 рік:
- удмурти — 90 %

## Урбаноніми[3]
- вулиці — Лісова, Садова, Трактова